# Sohan Ramlochun
Sohan Ramlochun est un ancien arbitre mauricien de football des années 1980. Il est actuellement conseiller en matière d'arbitrage à la CAF et à la COSAFA et de la commission d'arbitrage de la Mauritius Football Association. Il s'occupe aussi de la formation des arbitres mauriciens. 

## Carrière
Il a officié dans deux compétitions majeures : 
- CAN 1980 (1 match)
- CAN 1982 (2 matchs dont la finale)